# Ферн (перевал)

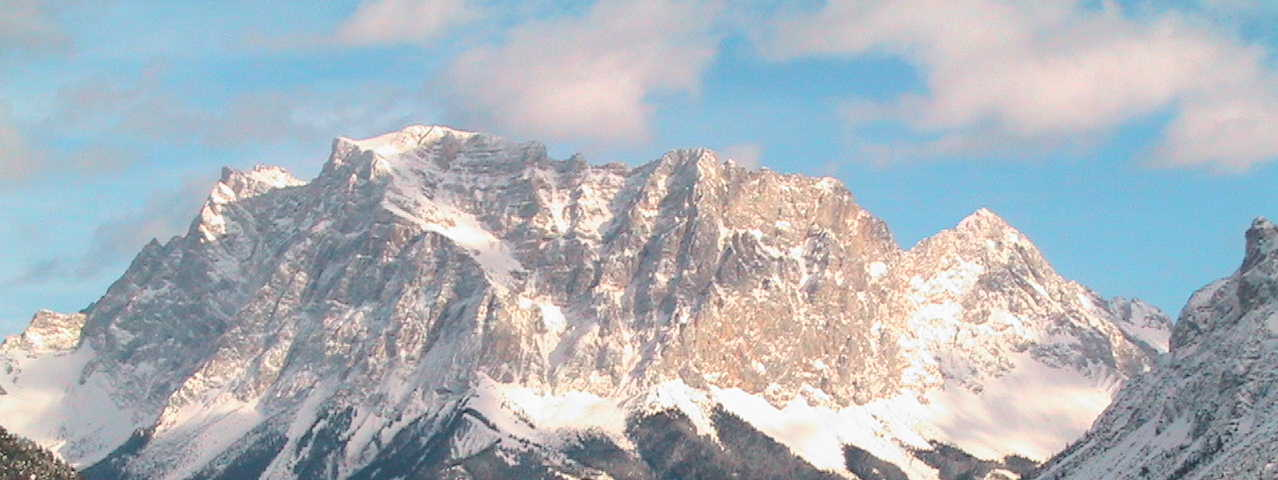
Вид на Цугшпітце з парковки на перевалі

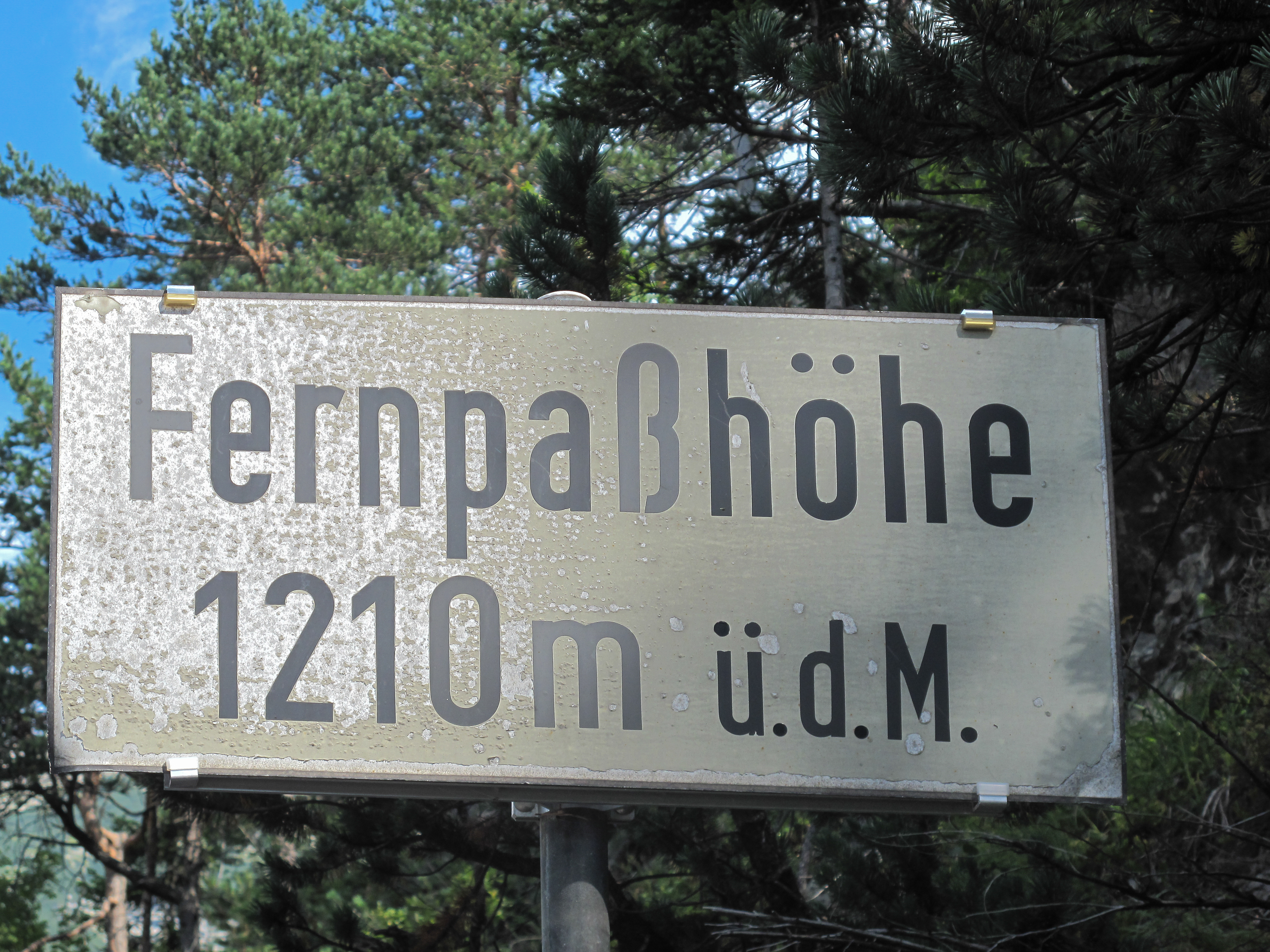
Найвища точка перевалу

Перевал Ферн (нім. Fernpass) — гірський перевал висотою 1212 м.н.м. у Тірольських Альпах, Австрія. Він розташований між Лехтальськими Альпами на заході та Мімінгськими горами на схід. Найвищий пік Німеччини, Цугшпітце, розташований лише за  13,5 км на північний схід. Перевал розташований між горами Грубігштайн (2233 м.н.м.) на північний захід, Ванніг (2493 м.н.м.) на південний схід та Лореакопф (2471 м.н.м.) на захід.

## Географія
Перевал утворився, коли великий гірський обвал (фактично обвал великої гори, з оціночним об'ємом 1 км3; третім за розміром обвалом у східних Альпах) заповнив частину долини до висоти 300–400 метрів, валуни якого докотились на 16 км від місця обвалу. Спочатку вважалось, що він утворився 12 000 років тому внаслідок сильного зростання температур та відповідного посилення потоків від танення криги наприкінці останнього періоду дегляціації. Але палінологічний аналіз, виконаний ще в 1940 році, вже визначав вік перевалу ~4 000 років (тобто десь у 2000 р. до н.е.); цю оцінку фактично підтвердило радіовуглецеве датування у 1960-ті. Науковці Інсбруцького університету за допомогою ураново-торієвого датування (результати були надруковані 2007 року) визначили подію 4 150 +/- 100 рому, тобто 22-м ст. до н.е., що відповідає останнім стадіям альпійського неолітичного періоду.
Вважається, що обвалом змінило течію річки Лойзах, яка початково текла через долину Гурглталь на південь до Інна, і вона почала текти на північ.
Гірський ландшафт на північ перевалу Ферн має низку озер (Бліндзее, Фернштайнзее, Міттерзее та Вайсензее), з яких найбільше — Бліндзее. Більшість озер утворилась внаслідок обвалу.

## Транспорт
Перший регулярний шлях через перевал — давньоримська дорога Клавдія Августа, що сполучала провінцію Реція з північною Італією. Шлях мав переваги над шляхом через Арльберг, оскільки був відносно прохідним навіть взимку.
Сучасна дорога має назву Фернпас-штрассе (B 179) і сполучає Ройтте через тунель Лермоос з Тарренцом та Імстом (всі — в Австрії). З урахуванням доріг B 187 і B 189, вона веде до Гарміш-Партенкірхена у Німеччині. Вона також поєднує долини річок Лех та Інн. Тому тут найбільший трафік серед усіх перевалів у східних Альпах (за виключенням перевалу Бреннер).
Найбільший ухил дороги — 8°; різниця у висоті від Ройтте до перевалу — 359 м, а з іншої сторони, від Тельфса до перевалу, — 579 м.

## Галерея

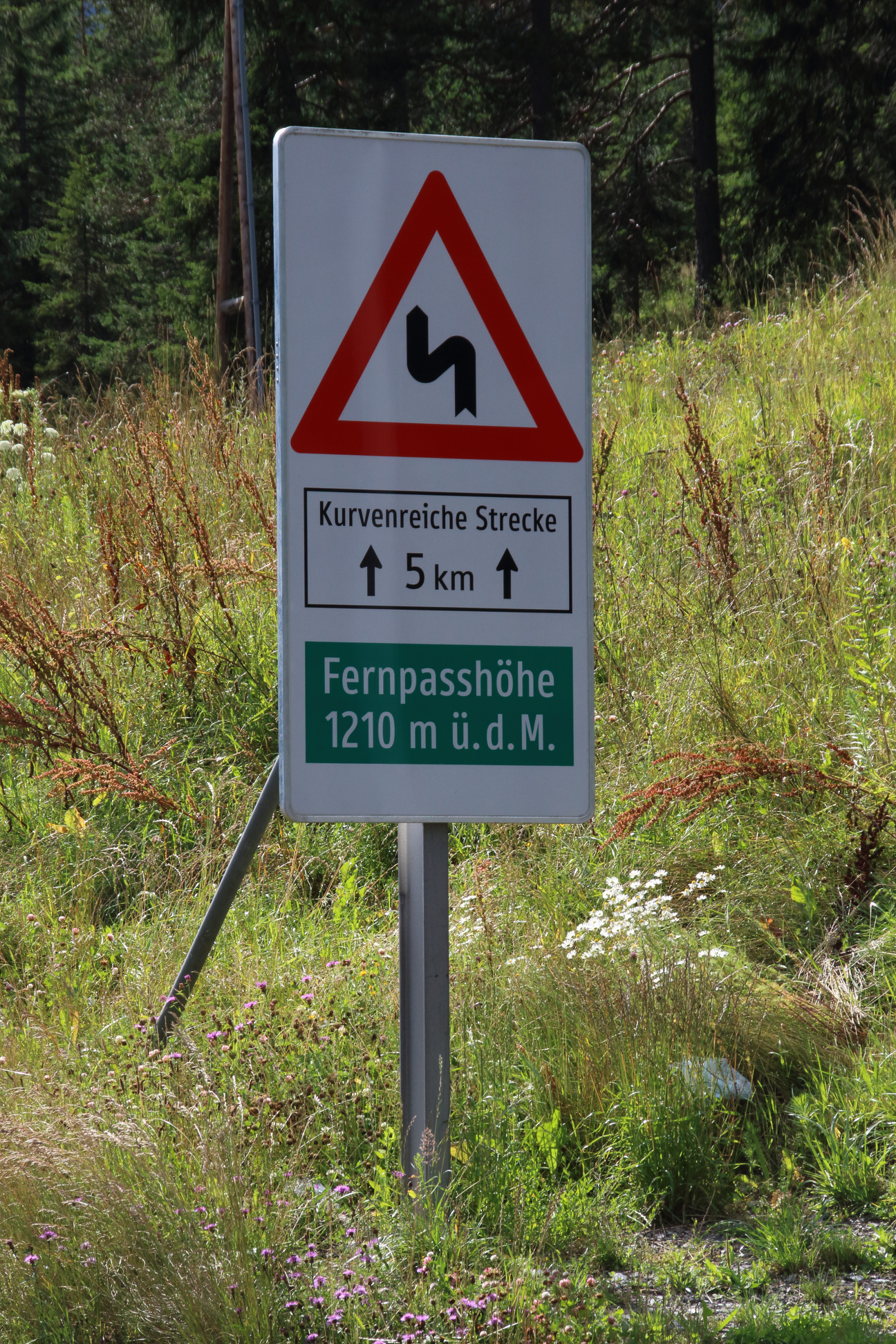
Щит на вищій точці перевалу
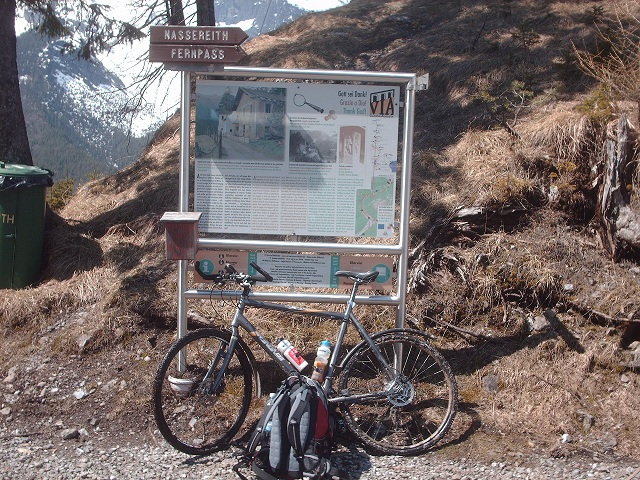
Старий перевал Ферн на дорозі Клавдія Августа
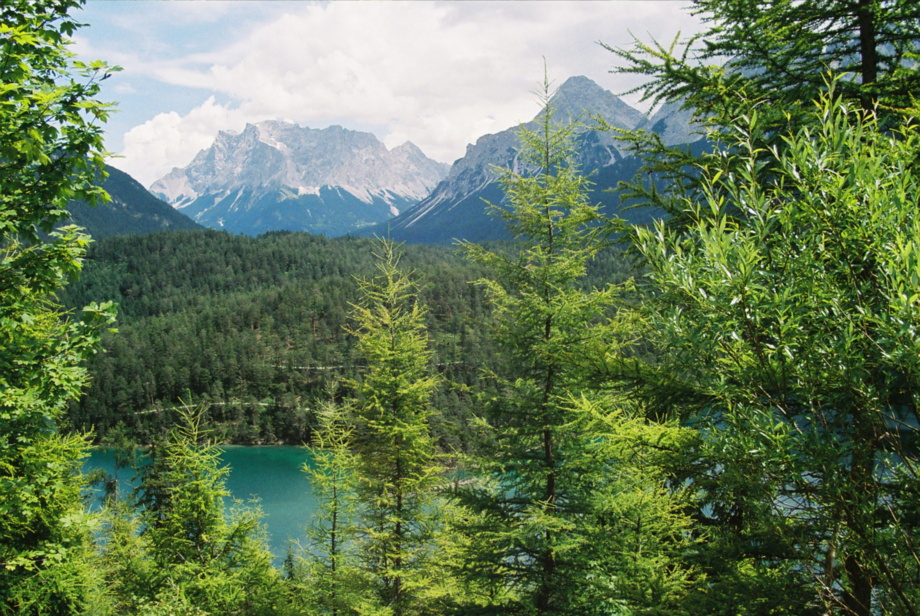
Вид на Бліндзее, позаду - масив Веттерштайн та Соннершпітце
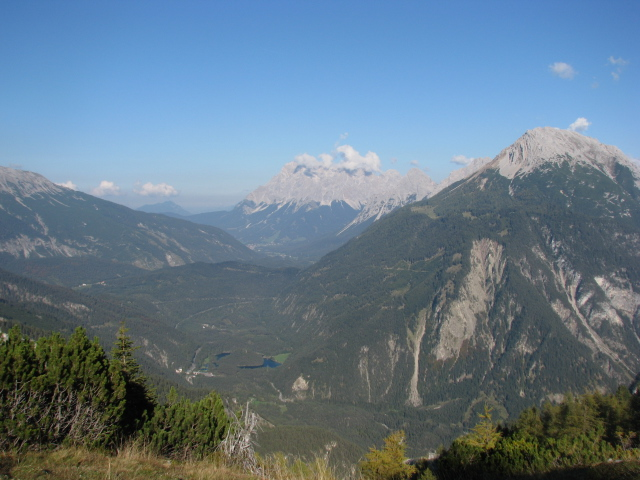
Вид від Дірстентрітткройц через перевал Ферн на масив Веттерштайн